# تشلاکوویتسه
تشلاکوویتسه (به چکی: Čelákovice) یک منطقهٔ مسکونی و شهرستان دارای شهرک سابقاً روستا در جمهوری چک است که در ناحیه پراگ-شرق واقع شده‌است. تشلاکوویتسه ۱۱٬۶۲۹ نفر جمعیت دارد.

## خواهرخوانده
شهر Trescore Balneario خواهرخواندهٔ تشلاکوویتسه هست.